# 浮刹县

浮刹县地图

浮刹县（英語：Pusa District）是砂拉越木中省的一个县，人口约有1.5万，其中马来人（95.4%）, 伊班人（0.8%）, 华人（1.3%）与 其他（2.5%）（2010数据）。
浮刹县盛产剌壳鱼（二名法：Tenualosa toli 馬來語：），主要在甘榜柏拉丁（Kampung Beladin）和甘榜浮刹（Kampung Pusa）。2015年8月1日升格为县，下辖裕南副县。

## 经济
浮刹县里的马来人多数是农民，渔民，矿工，同时也有一些经营小型企业。华人则较多从事经商贸易。

## 观光
- 达扬·伊莎·淡淡·莎丽陵墓（Makam Dayang Isah Tandang Sari）：传说达扬·伊莎是一位很漂亮的文莱公主，所以有很多男人追求她。她之后嫁给了一位英俊潇洒的丈夫。但是他们的婚姻并不顺利。结婚后的达扬·伊莎依然还是有多男人爱慕及追求。她的丈夫因此非常嫉妒。最后达扬·伊莎在压力下自尽了。
- 角王陵墓（Makam Raja Bertanduk）：传说是达扬·伊莎的父亲，名叫拿督天猛公卡迪尔（Datuk Temenggong Kadir）
- 本丁玛洛沙滩（Beting Maro）